# Himmelskönig, sei willkommen, BWV 182
Himmelskönig, sei willkommen (Rey del cielo, bienvenido), BWV 182 es una cantata de iglesia de Johann Sebastian Bach. La compuso en Weimar para el Domingo de Ramos y se estrenó el 25 de marzo de 1714, que también fue la fiesta de la Anunciación ese año.

## Historia y texto
En Weimar, Bach fue el organista de la corte de Juan Ernesto de Sajonia-Weimar. El 2 de marzo de 1714, fue ascendido a Konzertmeister, un honor que incluía una actuación mensual de una cantata de iglesia en la Schlosskirche. Según el expero en Bach Alfred Dürr, esta cantata es la primera cantata de Bach de una serie que estaba destinada a cubrir todos los domingos dentro de cuatro años. Sin embargo, también se establece a Widerstehe doch der Sünde, BWV 54 como la primera. En cualquier caso, Himmelskönig, sei willkommen precedió a Weinen, Klagen, Sorgen, Zagen, BWV 12.
Bach compuso la cantata para la fiesta mariana de la Anunciación, siempre celebrada el 25 de marzo, que cayó el Domingo de Ramos en 1714. Aparte de en Leipzig, donde se observó tempus clausum durante la Cuaresma y no se permitieron cantatas, Bach pudo representar en Weimar una cantata especialmente destinada a la entrada triunfal en Jerusalén de Jesús. Las lecturas prescritas para el día fueron de la Epístola a los filipenses, «todos estén en el espíritu de Cristo» (Filipenses 2:5-11), o de la Primera epístola a los corintios, «de la Última Cena» (1 Corintios 11:23-32), y del Evangelio de Mateo, la entrada a Jerusalén (Mateo 21:1-9).  Como Bach no pudo representar la cantata en Leipzig el Domingo de Ramos, la usó en la fiesta de la Anunciación el 25 de marzo de 1724, que había coincidido con el Domingo de Ramos para el primera actuación también. La representó en Leipzig dos veces más.
El poeta de la corte Salomo Franck escribió la poesía, aunque la obra no se encuentra en sus ediciones impresas. El biógrafo de Bach, Philipp Spitta, concluyó esto a partir de la comparación estilística y observando la falta de recitativos entre arias. La poesía deriva de la entrada a Jerusalén, una entrada similar en el corazón del creyente, quien debe prepararse y recibir a cambio alegría celestial. El lenguaje intensifica los aspectos místicos: Himmelskönig (Rey del cielo), «Du hast uns das Herz genommen» («Nos has quitado nuestros corazones»), «Leget euch dem Heiland unter» («Pónganse debajo del Salvador»). La coral en el séptimo movimiento es la estrofa 33 final del himno de Paul Stockmann para tiempo de Pasión «Jesu Leiden, Pein und Tod» (1633).
Un signo de da capo después de la última aria en algunas partes sugiere que originalmente la cantata debía concluir con una repetición del coro de apertura.

## Estructura y partitura
La cantata consta de ocho movimientos para alto, tenor y bajo solistas, coro a cuatro partes, flauta dulce, dos violines, dos violas y bajo continuo.
1. Sonata
2. Coro: Himmelskönig, sei willkommen
3. Recitativo (bajo): Siehe, ich komme, im Buch ist von mir geschrieben
4. Aria (bajo): Starkes Lieben
5. Aria (alto): Leget euch dem Heiland unter
6. Aria (tenor): Jesu, laß durch Wohl und Weh
7. Coral: Jesu, deine Passion ist mir lauter Freude
8. Coro: So lasset uns gehen in Salem der Freuden

## Música
La partitura de la cantata está íntimamente escrita para que coincida con el edificio de la iglesia. Una Sonata instrumental al ritmo de una obertura francesa representa la llegada del rey. En su cantata Nun komm, der Heiden Heiland, BWV 61, para Adviento de ese mismo año sobre la misma lectura, Bach fue más allá y estableció un coro en forma de tal obertura. La flauta dulce y un violín solo están acompañados de pizzicato en las violas divididas y el continuo. El primer coro está en forma de da capo, comenzando con una fuga, lo que lleva a una conclusión homofónica. La sección central contiene dos desarrollos canónicos similares.
La siguiente cita bíblica se establece como el único recitativo de la cantata. Se le da al bajo como la vox Christi (voz de Cristo) y se expande a un arioso. La instrumentación de las tres arias pasa de la multitud en la escena bíblica al creyente individual, la primera acompañada por violín y violas divididas, la segunda por una flauta dulce solitaria, la última solo por el continuo.
La coral está organizada como una fantasía coral a la manera de Pachelbel; cada línea se prepara primero en las voces bajas, luego la soprano canta el cantus firmus, mientras que las otras voces interpretan las palabras, por ejemplo, con movimientos rápidos en «Freude» (alegría). El coro de cierre es, según el director John Eliot Gardiner, «una danza coral vivaz que podría haber salido directamente de una ópera cómica de la época».

## Grabaciones
- Les Grandes Cantates de J. S. Bach Vol. 9, Fritz Werner, Heinrich-Schütz-Chor Heilbronn, Pforzheim Chamber Orchestra, Claudia Hellmann, Helmut Krebs, Erich Wenk, Erato 1961
- J. S. Bach: Kantaten 106 · 182, Jürgen Jürgens, Monteverdi-Chor Hamburg, Leonhardt Consort, Julia Falk, Bert van t'Hoff, Jacques Villisech, Telefunken 1963
- Bach Cantatas Vol. 2 – Easter, Karl Richter, Münchener Bach-Chor, Münchener Bach-Orchester, Alto: Anna Reynolds, Peter Schreier, Theo Adam, Archiv Produktion 1975
- Die Bach Kantate Vol. 29, Helmuth Rilling, Gächinger Kantorei, Bach-Collegium Stuttgart, Doris Soffel, Aldo Baldin, Philippe Huttenlocher, Hänssler 1975
- J. S. Bach: Das Kantatenwerk – Sacred Cantatas Vol. 9, Nikolaus Harnoncourt, Tölzer Knabenchor, Concentus Musicus Wien, Paul Esswood, Kurt Equiluz, Robert Holl, Teldec 1988
- J. S. Bach: Complete Cantatas Vol. 2, Ton Koopman, Amsterdam Baroque Orchestra & Choir, Kai Wessel, Christoph Prégardien, Klaus Mertens, Antoine Marchand 1995
- J. S. Bach: Christ lag in Todesbanden; Lobet den Herrn; Himmelskönig sei willkommen, Philippe Pierlot, Choeur de Chambre de Namur, Ricercar Consort, Steve Dugardin, Ian Honeyman, Max van Egmond, Ricercar 1995
- Cantata BWV 182, Masaaki Suzuki, Bach Collegium Japan, Yoshikazu Mera, Makoto Sakurada, Peter Kooy, BIS 1996
- Bach Cantatas Vol. 21: Cambridge/Walpole St Peter, John Eliot Gardiner, Monteverdi Choir, English Baroque Soloists, Nathalie Stutzmann, James Gilchrist, Peter Harvey, Soli Deo Gloria 2000